# Andrzej Kopa

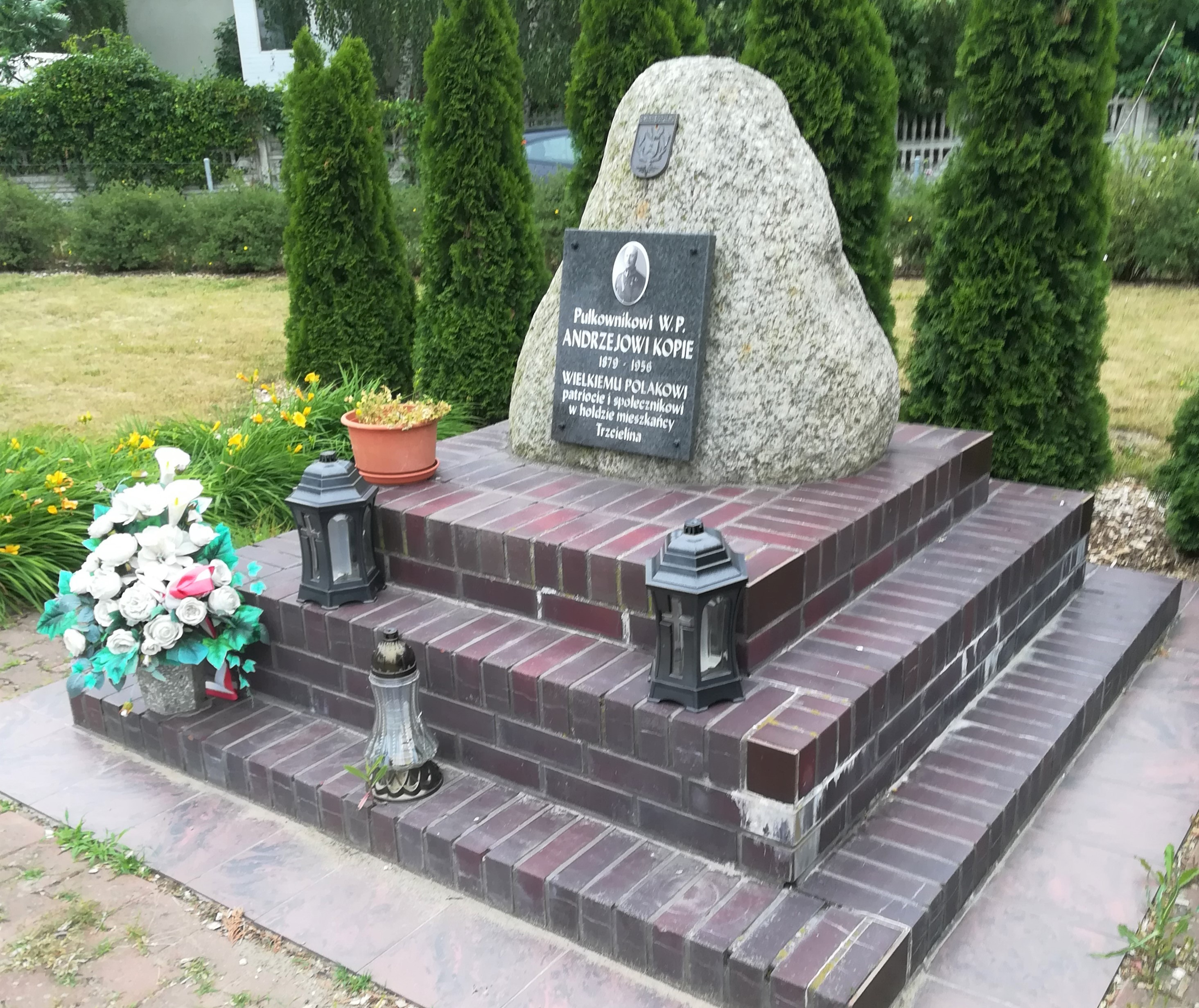
Pomnik w Trzcielinie

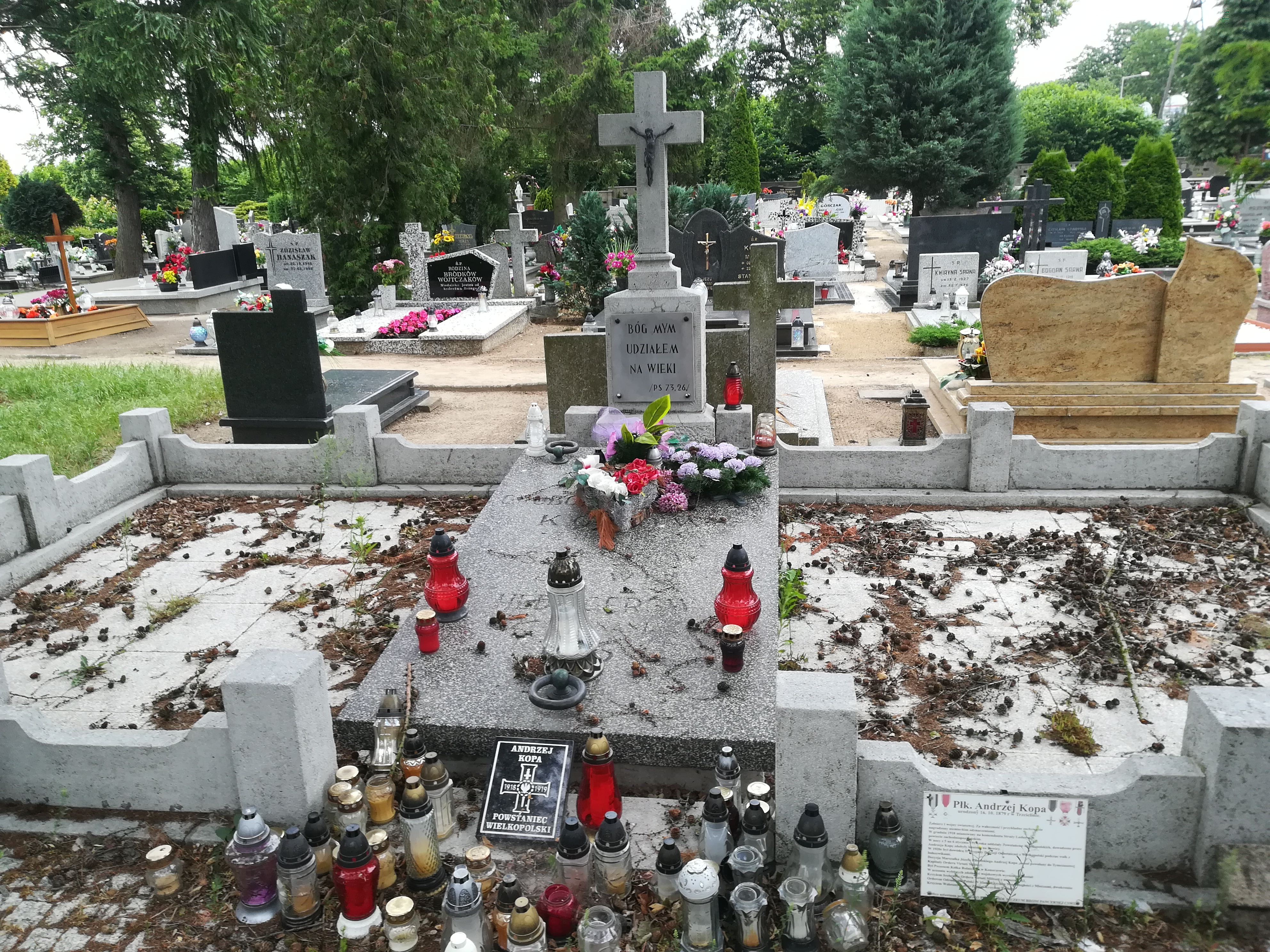
Grób na cmentarzu w Konarzewie

Andrzej Kopa (ur. 16 października 1879 w Trzcielinie, zm. 11 czerwca 1956) – podpułkownik artylerii Wojska Polskiego, kawaler Orderu Virtuti Militari, działacz niepodległościowy i społeczny, rolnik, jeden z organizatorów powstania wielkopolskiego, uczestnik wojny polsko-bolszewickiej.

## Życiorys
Urodził się 16 października 1879 w Trzcielinie k. Poznania w rodzinie Michała i Eufrozyny z Niezielińskich. Po ukończeniu Gimnazjum Św. Marii Magdaleny w Poznaniu podjął studia agronomiczne. W wieku 23 lat odbył roczną służbę wojskową w Dolnośląskim Pułku Artylerii Ciężkiej w Poznaniu, służbę zakończył w stopniu kaprala. Po śmierci ojca objął rodzinny majątek. Oprócz pracy na roli poświęcił się działalności społecznej, był m.in. prezesem Kółka Rolniczego w Konarzewie oraz udzielał się w Towarzystwie Gimnastycznym „Sokół”.
Po wybuchu I wojny światowej został zmobilizowany do armii niemieckiej, jako dowódca kolumny amunicyjnej. 5 lutego 1915 awansował na podporucznika. We wrześniu 1918 z powodu nasilającej się choroby serca został odesłany do szpitala w Poznaniu.
Pod koniec 1918 został wyznaczony na komendanta Straży Ludowej w powiecie poznańsko-zachodnim. W sobie tylko znany sposób zdobył na potrzeby zbliżającego się powstania wielkopolskiego 250 karabinów z amunicją. Z chwilą wybuchu powstania zorganizował dobrze uzbrojony oddział w Dopiewie liczący 800 powstańców. Część z nich walczyła w okolicach Wolsztyna, gdzie zdobyto broń ręczną, karabiny maszynowe i armaty. 6 stycznia 1919 dowodził oddziałami powstańców, które zajęły niemieckie lotnisko Ławica pod Poznaniem.
30 marca 1919 awansował kolejno do stopnia porucznika i kapitana, następnie na czele 10 pułku Strzelców Wielkopolskich (późniejszego 68 pułku piechoty) walczył na froncie galicyjskim pod Lwowem. 1 stycznia 1920 Naczelnik Państwa i Wódz Naczelny Józef Piłsudski powołał go do składu pierwszej Tymczasowej Kapituły Orderu Virtuti Militari i jednocześnie odznaczył Krzyżem Srebrnym Orderu Wojskowego Virtuti Militari. W składzie Kapituły był jedynym przedstawicielem grupy żołnierzy Wojska Polskiego wywodzącej się z byłej armii niemieckiej. 6 stycznia 1919 dowódca Frontu Wielkopolskiego, generał piechoty Józef Dowbor-Muśnicki postawił go za wzór oficera.
Po kilkumiesięcznym urlopie zdrowotnym powrócił do wojska. 11 czerwca 1920 został zatwierdzony z dniem 1 kwietnia 1920 w stopniu podpułkownika, w artylerii, w „grupie byłej armii niemieckiej”. W lipcu 1920, w czasie wojny z bolszewikami, dowodził grupą swojego imienia, a od sierpnia 1920 był dowódcą II Brygady w Dywizji Ochotniczej. 1 czerwca 1921 pełnił służbę w Komendzie Głównej Zachodniej Straży Obywatelskiej, pozostając w ewidencji macierzystego 68 pułku piechoty.
Po zakończeniu wojny został zwolniony z czynnej służby wojskowej i przeniesiony do rezerwy. W 1922 został zweryfikowany w stopniu podpułkownika ze starszeństwem z dniem 1 czerwca 1919 i 24. lokatą w korpusie oficerów rezerwowych artylerii. W rezerwie otrzymał przydział do 14 pułku artylerii polowej w Poznaniu. W 1934 pozostawał w ewidencji Powiatowej Komendy Uzupełnień Poznań–Miasto. Posiadał przydział do Oficerskiej Kadry Okręgowej Nr VII i był wówczas „przewidziany do użycia w czasie wojny”.
Po zakończeniu służby wojskowej poświęcił się prowadzeniu rodzinnego majątku oraz opiece na chorymi siostrami. Na początku okupacji niemieckiej ostrzeżony o grożących mu represjach przeniósł się do Generalnego Gubernatorstwa, gdzie osiadł w Wierzchowiskach w powiecie Janów Lubelski.
Po zakończeniu II wojny światowej mimo utraty rodzinnego majątku pracował nadal w rolnictwie oraz społecznie m.in. jako członek Powiatowej Rady Narodowej w Poznaniu. Gdy odkryto, że brał udział w wojnie polsko-bolszewickiej, musiał zrezygnować z pracy społecznej, miał również zamkniętą drogę awansu zawodowego. Po przejściu na rentę zamieszkał z siostrą w Chomęcicach, gdzie gościny udzielił mu jeden z byłych towarzyszy broni. Własnej rodziny nie założył.
Zmarł 11 czerwca 1956 w wieku 76 lat. Został pochowany w rodzinnym grobowcu na cmentarzu parafialnym w Konarzewie.
Był wujem kapitana Pawła Szyftera oraz majora Antoniego Szyftera .

## Ordery i odznaczenia
- Krzyż Srebrny Orderu Wojskowego Virtuti Militari (1920)[3]
- Krzyż Niepodległości z Mieczami (20 lipca 1932)[11]
- Krzyż Walecznych (dwukrotnie: 1921)[12]
- Złoty Krzyż Zasługi (22 grudnia 1928)[13][14]